# David Caude
 (octobre 2023).
David Caude, né en 1974, est un grimpeur français. 

## Palmarès

### Championnats du monde
- 2003 à Chamonix,  France
  -  Médaille de bronze en difficulté

### Championnats de France
- Champion de France en 1998 et 2000.